# Weverton Almeida Santos
Weverton Almeida Santos, meglio noto come Ferrugem (São Mateus, 28 marzo 1988), è un calciatore brasiliano, centrocampista dell'Iguatu.

## Carriera
Ha giocato nella seconda divisione brasiliana e nella prima divisione dei campionati brasiliano e giapponese.